# Heudicourt-sous-les-Côtes
Heudicourt-sous-les-Côtes es una comuna francesa situada en el departamento de Mosa, en la región de Gran Este.

## Demografía
| 214 | 188 | 145 | 147 | 169 | 188 | 164 |
| Para los censos de 1962 a 1999 la población legal corresponde a la población sin duplicidades (Fuente: INSEE [Consultar]) |     |     |     |     |     |     |